# Senih Orkan
Senih Orkan (* 6. Juni 1932 in Istanbul; † 28. Februar 2008 in Bodrum) war ein türkischer Filmschauspieler.

## Leben
1954 begann Orkan mit dem Theaterspielen unter anderem unter dem Regisseur Avni Dilligil. Er wirkte ab dem Ende der 1950er Jahre meist als Nebendarsteller in zahlreichen türkischen Kinofilmen mit. Hier spielte er in Nebenrollen oft den Bösewicht. Ab Mitte der 1970er Jahre wirkte er in Deutschland. Hier spielte er 1975 in Tatort: Tod im U-Bahnschacht als türkischer Menschenhändler mit und wirkte als einer der ersten Schauspieler türkischer Abstammung als Hörspielsprecher in deutschsprachigen Produktionen. Im September 2007 erkrankte er an Lungenkrebs und starb ein halbes Jahr später.

## Filmografie
- 1964: Topkapi
- 1975: Tatort: Tod im U-Bahnschacht